# Nagari Bukik Tandang
Nagari Bukik Tandang is een bestuurslaag in het regentschap Solok van de provincie West-Sumatra, Indonesië. Nagari Bukik Tandang telt 1751 inwoners (volkstelling 2010).